# Neurophyseta debalis
Neurophyseta debalis is een vlinder uit de familie van de grasmotten (Crambidae). De wetenschappelijke naam van de soort is voor het eerst gepubliceerd in 1896 door Herbert Druce.
De soort komt voor in Mexico, Guatemala, Costa Rica, Brazilië.